# Diocèse de Lamezia Terme
Le diocèse de Lamezia Terme (en latin : Dioecesis Neocastrensis ; en italien : Diocesi di Lamezia Terme) est un diocèse de l'Église catholique en Italie, suffragant de l'archidiocèse de Catanzaro-Squillace et appartenant à la région ecclésiastique de Calabre.

## Territoire
Il est situé dans une partie de la province de Catanzaro, les autres parties de cette province étant partagées par les archidiocèses de Crotone-Santa Severina et Catanzaro-Squillace. Il possède un territoire d'une superficie de 830 km2 divisé en 63 paroisses et regroupées en 8 archidiaconés. Le siège archiépiscopal est à Lamezia Terme avec la cathédrale des Saints Pierre et Paul.

## Histoire
Il n’est pas facile de reconstruire l’histoire du diocèse de Nicastro avant le XVIIe siècle car les archives diocésaines sont complètement détruites à l’occasion du tremblement de terre de 1638. Bien que les premiers évêques, documentés historiquement, ne remontent qu'à la seconde moitié du XIe siècle, le diocèse semble être plus ancien. En fait, il est attesté pour la première fois dans la Notitia Episcopatuum du patriarcat de Constantinople attribuée à l'empereur Léon VI et datée du début du Xe siècle. L'absence de Nicastro dans la précédente Notitiae et la dernière place occupée, dans la Notitia de Léon VI, parmi les suffragants de l'archidiocèse de Reggio sont des indices d'une institution récente.
Selon le Chronica Trium Tabernarum, sur lequel reposent de nombreux doutes, le premier évêque connu de Nicastro et aussi le dernier de rite byzantin est Andrea ; à sa mort, Riccardo, premier évêque du rite latin, est imposé par les Normands. Ces deux premiers évêques remontent à la deuxième moitié du XIe siècle et précédent Henri, évêque dont il n’y a pas de doute sur l'historicité, son nom apparaissant dans divers décrets de 1094 à 1123. À l'époque de l'évêque Henri, Amburge d'Altavilla, fille de Drogon de Hauteville et sœur de Richard de Salerne, reconstruit l'ancienne cathédrale de Nicastro, dédiée aux saints Pierre et Paul. L'évêque Giovan Tommaso Perrone procède à une nouvelle reconstruction de la cathédrale après le séisme de 1638.
Déjà pendant la domination byzantine, il existe sur le territoire de Lamezio plusieurs monastères de rite byzantin, parmi lesquels ceux de San Costantino, des Santi Quaranta Martiri et de Sant'Eufemia, attestés par un catalogue byzantin de la première moitié du XIe siècle. Après l’arrivée des Normands, certains de ces monastères adoptent le rite latin. Parmi ceux-ci, le monastère Sainte-Euphémie, fondé par l'abbé bénédictin Robert de Grantmesnil (1062) devient le véritable pôle de la latinisation du territoire. Une autre importante abbaye basilienne puis bénédictine est celle de Santa Maria del Carrà. Pendant la domination souabe, franciscains et dominicains s'établissent sur le territoire diocésain ; le premier fonde un monastère à Nicastro dans la première moitié du XIIIe siècle. Avec les souabes commence le déclin lent mais inexorable des monastères basiliens. Avec la fin du pouvoir des Souabes, le diocèse connaît une période d'instabilité et de tensions. En 1278, l’évêque Roberto est destitué par Nicolas III pour simonie, tandis que son successeur Tancrède est excommunié en 1285 par Honorius IV pour avoir proclamé roi de Sicile Jacques II d'Aragon, puis déposé en 1290 tout en maintenant son siège jusqu'à sa mort.
Au XVIe siècle, le diocèse a le privilège d'être gouverné par deux futurs pontifes : Marcello Cervini (1539-1540) qui devient le pape Marcel II et Giovanni Antonio Facchinetti (1560-1575), élu pape sous le nom d'Innocent IX. Ce dernier est l'un des protagonistes du concile de Trente et, après être retourné dans le diocèse, fonde le séminaire épiscopal, créé plusieurs confréries laïques et appelle dans le diocèse les frères mineurs conventuels, les carmes déchaux et les augustins. Entre le XVIe et le XVIIe siècle, le diocèse s'engage dans une lutte acharnée et de longue date contre le pouvoir civil pour la protection des biens de l'évêque et des privilèges acquis. Le tremblement de terre de 1638, qui en plus de faire des milliers de victimes, détruit presque complètement le patrimoine du diocèse, les nombreuses abbayes, les résidences des évêques, met radicalement fin au conflit. La reconstruction est longue et mobilise les énergies de tous. Le jeune évêque Giovan Tommaso Perrone (1639-1677) prend en charge la reconstruction de la cathédrale à ses propres frais et accorde un vaste terrain pour accueillir les personnes déplacées.
En application du concordat entre le royaume des Deux-Siciles et le Saint-Siège, par la bulle De utiliori du 27 juin 1818, le territoire du diocèse supprimé de Martirano (it) est annexé au diocèse de Nicastro. Au XIXe siècle, le clergé participe activement à la vie politique. Déjà pendant la période napoléonienne, le clergé rejoint en masse la révolution napolitaine de 1799. En 1821, après la bulle Ecclesiam à Jesu par laquelle le pape Pie VII condamne le carbonarisme, cinquante prêtres du diocèse de Nicastro (sur un total de 316) déclare leur appartenance à ce mouvement. De nombreux religieux participent activement aux mouvements du Risorgimento comme Ferdinando Bianchi. L’évêque Barberi est l’un des rares évêques à ne pas être astreint à résidence par le Gouvernement italien après son annexion en 1860. La plupart des membres du clergé participe au plébiscite d’annexion et, en dépit du Non expedit, prennent part à diverses élections politiques qui se déroulent à partir de 1860. Les évêques du XIXe siècle sont principalement engagés dans la refondation du séminaire diocésain, auquel Mgr Regine dédie une lettre pastorale en 1907 ; le même prélat collabore activement à la fondation du séminaire régional de Catanzaro.
Dans la seconde moitié du XXe siècle, des changements territoriaux ont lieu pour adapter les territoires des diocèses à ceux des provinces : le 16 décembre 1963, Nicastro acquiert des communes du diocèse de Tropea. Le 21 novembre 1973, il cède à l'archidiocèse de Cosenza plusieurs municipalités qui faisaient autrefois partie du diocèse de Martirano. Le 18 novembre 1989 la paroisse de Castagna où se trouvent les vestiges de l'abbaye de Corazzo , incluse en 1869 sur le territoire de la commune de Carlopoli intègre l'archidiocèse de Catanzaro-Squillace ; et le territoire de Montesoro, une frazione de la municipalité de Filadelfia est transféré au diocèse de Mileto-Nicotera-Tropea.
En 1968, l'évêque Renato Luisi démissionne pour une œuvre missionnaire au Brésil. Son successeur, Ferdinando Palatucci, réorganise les archives et améliore la bibliothèque diocésaine. Enfin, Mgr Vincenzo Rimedio (1982-2004) fonde le musée diocésain d'art sacré.
Le 4 janvier 1968, les communes de Nicastro, Sambiase et Sant'Eufemia Lamezia s'unissent pour donner la ville de Lamezia Terme.  Le 30 septembre 1986, avec un décret de la congrégation pour les évêques, le diocèse prend son nom actuel tout en conservant son nom latin du fait de son histoire.

## Sources
- « Diocese of Lamezia Terme », sur www.catholic-hierarchy.org